# 昭平台库区乡
昭平台库区乡，是中华人民共和国河南省平顶山市鲁山县下辖的一个乡镇级行政单位。

## 行政区划
昭平台库区乡下辖以下地区：
婆娑街村、西沟村、金沟村、明山村、曹楼村、搬走岭村、权村、纸坊村、白沟村、王村、许庄村、韩湾村、黑虎石村、铁沟村、桐树庄村、栗村、张湾村和火石岈村。